# Химл
Химл (химль, верблюжий вьюк) — мера веса, имевшая распространение в мусульманских странах. Определяет массу груза, которую способен нести на себе верблюд. Величина химла в разных источниках сильно варьируется. Приблизительно и округлённо химл равен 250 кг.

## Величина химла в разных странах
В Ираке химл состоял из 300 маннов = 600 ратлей по 130 дирхамов = 243,75 кг.
В Турции, в частности, в Восточной Анатолии согласно сохранившимся таможенным ставкам в Урфе в 1518 году химл (верблюжий вьюк) относился к йуку (обычному вьюку) как 3:2. Исходя из того, что йук составлял около 162,15 кг, то химл равен приблизительно 243,23 кг. Согласно же О. Блау, химл в XIX веке составлял 180 турецких окка, то есть около 231 кг.
В горных областях Малой Азии, согласно Ж. Б. Тавернье (XVII век), химл составлял 800 ливров, то есть приблизительно 390 кг. На равнине же химл составлял 15 кинталов, то есть около 735 кг.
В Египте величина химла зависела от состава груза. Так химл муки был равен 300 ратлям = 135 кг. Химл лака и перца = 500 ратлям = 225 кг; для очищенного хлопка = 553⅓ ратля = 249 кг, для полотна и бразильского дерева = 600 ратлей = 270 кг.
В Джидде, в XIV веке, химл составлял 2 адилы ≈ 125—150 кг.